# Схаутен, Эрик
Эрик Схаутен (нидерл. Erik Schouten; род. 16 августа 1991, Вествауд, Северная Голландия) — нидерландский футболист, защитник.

## Клубная карьера
Схаутен — воспитанник клуба АЗ. В 2012 году Эрик в поисках игровой практики перешёл в «Волендам». 2 ноября в матче против АГОВВ он дебютировал в Эрстедивизи. 1 декабря 2014 года в поединке против «Ахиллес ’29» Эрик забил свой первый гол за «Волендам». Летом 2019 года Схаутен перешёл в «Камбюр». 9 августа в матче против «Де Графсхап» он дебютировал за новый клуб. 16 августа в поединке против АДО Ден Хааг Эрик забил свой первый гол за «Камбюр». В 2021 году он помог клубу выйти в элиту. 15 августа в матче против «Гронингена» он дебютировал в Эредивизи. В июне 2022 года подписал трёхлетний контракт с клубом «Виллем II».

## Международная карьера
В 2010 году Схаутен в составе юношеской сборной Нидерландов выиграл домашний юношеском чемпионат Европы во Франции. На турнире он сыграл в матче против команды Франции.

## Достижения
«Виллем II»
- Победитель Первого дивизиона Нидерландов: 2023/24